# Hiérarchie numérique plésiochrone
La hiérarchie numérique plésiochrone ou PDH (en anglais Plesiochronous Digital Hierarchy) est une technique utilisée dans les réseaux de télécommunications afin de véhiculer les voies téléphoniques numérisées. Le terme « plésiochrone » vient du grec plesio (proche) et chronos (temps) et reflète le fait que les réseaux PDH utilisent des éléments identiques mais non parfaitement synchronisés : ils ont un même débit nominal pour toutes les artères du même type mais ce débit diffère légèrement en fonction de l'horloge de traitement local.
Les versions européennes et américaines du système différent légèrement mais reposent sur le même principe, nous décrirons ici le système européen.
Le transfert de données est basé sur un flux à 2 048 kbit/s. Pour la transmission de la voix, ce flux est séparé en 30 canaux de 64 kbit/s et 2 canaux de 64 kbit/s utilisés pour la signalisation et la synchronisation. On peut également utiliser l'intégralité du flux pour de la transmission de données dont le protocole s'occupera du contrôle.
Le débit exact des données dans le flux de 2 Mbit/s est contrôlé par une horloge dans l'équipement générant les données. Le débit exact varie légèrement autour de 2 048 kbit/s (± 50 ppm).
Afin d'amener plusieurs flux de 2 Mbit/s d'un point à un autre, ils sont combinés par multiplexage en groupes de quatre. Cette opération consiste à prendre 1 bit du flux #1 suivi d'un bit du #2, puis le #3 et enfin le #4. L'équipement émetteur ajoute également des informations permettant de décoder le flux multiplexé.
Chaque flux de 2 Mbit/s n'étant pas nécessairement au même débit, des compensations doivent être faites. L'émetteur combine les quatre flux en assumant qu'ils utilisent le débit maximum autorisé. Occasionnellement le multiplexeur essaiera donc d'obtenir un bit qui n'est pas encore arrivé ! Dans ce cas, il signale au récepteur qu'un bit est manquant ce qui permet la reconstruction des flux à la réception.
La combinaison du multiplexage décrit permet un débit de 8 Mbit/s. Des techniques similaires permettent d'agréger quatre de ces flux pour former des conduits de 34 Mbit/s puis 140 Mbit/s et enfin 565 Mbit/s.
Ces débits sont nommés Ei avec :
- E1 correspondant à 2 048 kbit/s
- E2 correspondant à 8 Mbit/s
- E3 correspondant à 34 Mbit/s
- E4 correspondant à 140 Mbit/s (le plus haut débit normalisé)
- 560 Mbit/s n'ayant jamais été normalisé, bien que mis en œuvre sur TAT-9, TAT-10, liaisons sous-marines transatlantiques 1992)

L'utilisation du PDH se limite le plus souvent à 140 Mbit/s après quoi on lui préfère la SDH.

## Trame primaire E1, MIC 30 voies (G704)
La numérisation téléphonique, entamée dans les années 1970 est maintenant terminée en France.
À l'époque, pour des raisons de coût, d'encombrement et de consommation, il n'était pas possible
de numériser les signaux chez l'abonné. La numérisation était effectuée au central de raccordement
pour 30 abonnés simultanément.
Le système utilisait une modulation par impulsion codées (MIC ou PCM en anglais : Pulse Code Modulation) et un multiplexage temporel ; c'est le principe du MIC 30 voies. Chaque voie de 1 à 30 est filtrée dans la bande 300 - 3400 Hz (repère T en figure 1) puis échantillonnée à 8kHz, soit une période de 125 µs. La trame de 125 µs est découpée en 32 intervalles de temps (IT) de 3.9µs ; les instants échantillonnés sont décalés d'une voie sur l'autre.
Les échantillons analogiques, numérisés sur 8 bits, sont ensuite multiplexés temporellement. La trame de 125 µs contient donc 32 octets dont 30 correspondent à des voies téléphoniques, le débit utile est alors de 32 * 8 bits * 8000 trames soit 2 048 kbit/s.
```
    |      IT_0        | IT_1 à IT_15 |   IT_16  | IT_17 à IT_31 |                  
    +------------------+--------------+----------+---------------+
  0 | C1 0 0 1 1 0 1 1 | 15 canaux E0 | 0000SASS | 15 canaux E0  |
  1 | 0  1 A S S S S S |              | abcdabcd |               |
  2 | C2 0 0 1 1 0 1 1 |              | abcdabcd |               |
  3 | 0  1 A S S S S S |              | abcdabcd |               | Sous multi-trame 1
  4 | C3 0 0 1 1 0 1 1 |              | abcdabcd |               |
  5 | 1  1 A S S S S S |              | abcdabcd |               |
  6 | C4 0 0 1 1 0 1 1 |              | abcdabcd |               |
  7 | 0  1 A S S S S S |              | abcdabcd |               |__________________
  8 | C1 0 0 1 1 0 1 1 |              | abcdabcd |               |
  9 | 1  1 A S S S S S |              | abcdabcd |               |
 10 | C2 0 0 1 1 0 1 1 |              | abcdabcd |               |
 11 | 1  1 A S S S S S |              | abcdabcd |               |
 12 | C3 0 0 1 1 0 1 1 |              | abcdabcd |               | Sous multi-trame 2
 13 | E1 1 A S S S S S |              | abcdabcd |               |
 14 | C4 0 0 1 1 0 1 1 |              | abcdabcd |               |
 15 | E2 1 A S S S S S |              | abcdabcd |               |

```

L'IT_0 est alternativement un mot de verrouillage de trame (MVT/FAW) assurant la synchronisation, et un octet de service utilisé pour la surveillance de la transmission : calcul d'erreur, alarme distante. L'utilisation du CRC présente plusieurs avantages : il permet une protection contre les erreurs d'alignement, mauvaise synchronisation due à l'apparition de la séquence FAS dans un IT autre que l'IT_0. Le CRC permet par ailleurs un contrôle de la qualité de communication par mesure de taux d'erreur. Le calcul de CRC est réalisé sur 4 bits avec g(x)=1+x+x^4. Les deux sous multi trames sont alignées avec la séquence "001011", le bit Ei est mis à zéro lorsqu'un multiplexeur détecte une erreur CRC sur le bloc de la sous multi trame précédente.
L'IT_16 contient la signalisation de 2 voies par trames ; il faut donc 15 trames pour transporter la signalisation des 30 voies, l'IT16 de la 16e trame véhiculant des informations de service. l'IT_16 peut constituer ainsi un canal du réseau sémaphore indépendamment des voies téléphoniques. Toutefois, dans certains cas, l'IT_16 peut être affecté au transport d'un canal à 64 kbit/s.
La trame primaire utilisée en Amérique dure 125 us mais contient 24 octets de voies et un bit de synchronisation ; soit un débit de [(24 * 8) + 1 ]* 8000 trames = 1544 kbit/s. La signalisation utilise un bit par octet de voie toutes les 6 trames.
L'équipement de réseau qui construit le signal de base E1 est synchronisé sur une horloge de référence et construira le multiplex MIC30 à partir de 30 lignes téléphonique E0 ; l'insertion des signaux E0 dans la trame E1 ne nécessite donc pas de mécanisme de justification ou d'adaptation de débit.

## Le système PDH (G704)
Afin de constituer des systèmes de débit plus élevés, un multiplexage temporel des trames MIC est effectué 4 par 4. Dans le réseau actuel, la difficulté provient que les différentes trames ne sont pas toujours synchronisées. Il faut alors pratiquer le multiplexage plésiochrone. Les différentes trames sont portées à un débit légèrement supérieur au débit nominal, permettant ainsi, lorsque cela s'avère nécessaire, l'insertion de bits de justifications qui ne transportent pas d'information, mais égalisent les débits. Ils sont précédés de bits d'indication de justification qui spécifient si l'emplacement est occupé par une donnée ou une justification. Ces bits sont répétés trois fois pour éviter les erreurs.
Le deuxième échelon de la hiérarchie numérique, par exemple, est constitué de 4 signaux E1 et présente un débit de 8448 kbit/s permettant 120 voies téléphoniques. (2048*4=8192)
La hiérarchie numérique plésiochrone est basée sur le signal E1 qui est construit de façon octet, les niveaux supérieurs de la hiérarchie sont réalisés par multiplexage bit à bit de 4 signaux de niveau immédiatement inférieur. Ce mécanisme interdit le repérage direct d'un signal 64 kbit obligeant à démultiplexer toute la structure.
Chaque niveau supérieur est obtenu en multiplexant 4 affluent de niveau inférieur dans un débit nominal légèrement supérieur afin de permettre l'ajout des bits de justification, le mot de verrouillage (FAW) et les alarmes. Chaque affluent dispose d'un bit d'opportunité de justification par trame (Ri) Ce bit peut être soit du bourrage ('0') soit de la donnée ; cela est précisé par les bits d'information de justification Ji. Ils sont au nombre de trois et répartis dans la trame afin de minimiser la probabilité d'erreur par un vote majoritaire en réception. "Une justification positive sera indiquée par le signal 111, l'absence de justification par le signal 000. La décision la majorité est recommandée" G742.
Le multiplexeur PDH dispose d'une FIFO sur chacun des affluents d'entrée ; quand le taux de remplissage de la FIFO descend sous un certain seuil, le mécanisme ne lit plus de donnée et utilise l'opportunité de justification comme bourrage.
Deux ou quatre bits par trame sont disponibles pour les fonctions de service (A & S). Le bit A sert à véhiculer une alarme à l'équipement de multiplexage distante (RAI) en cas de certains défauts (LOS, LOF). Les bits S sont quant à eux réservés un usage national.
```
 8 448 kbit/s ; Level 2
 Group I   | 1 1 1 1  0 1 0 0  | 0 0 A S  T1T2T3T4 | ... T1T2T3T4 | 212 bits ; 10,6 us
 Group II  | J1J2J3J4 T1T2T3T4 | T1T2T3T4 T1T2T3T4 | ... T1T2T3T4 | 424 bits ; 21,2 us
 Group III | J1J2J3J4 T1T2T3T4 | T1T2T3T4 T1T2T3T4 | ... T1T2T3T4 | 636 bits ; 31,8 us
 Group IV  | J1J2J3J4 R1R2R3R4 | T1T2T3T4 T1T2T3T4 | ... T1T2T3T4 | 848 bits ; 42,4 us

 34 368 kbit/s ; Level 3
 Group I   | 1 1 1 1  0 1 0 0  | 0 0 A S  T1T2T3T4 | ... T1T2T3T4 |  384 bits ; 
 Group II  | J1J2J3J4 T1T2T3T4 | T1T2T3T4 T1T2T3T4 | ... T1T2T3T4 |  768 bits ; 
 Group III | J1J2J3J4 T1T2T3T4 | T1T2T3T4 T1T2T3T4 | ... T1T2T3T4 | 1152 bits ; 
 Group IV  | J1J2J3J4 R1R2R3R4 | T1T2T3T4 T1T2T3T4 | ... T1T2T3T4 | 1536 bits ; 44,7 us

 139 264 kbit/s ; Level 4
 Group I   | 1 1 1 1  1 0 1 0  | 0 0 0 0  A S S S  | ... T1T2T3T4 |  488 bits ; 
 Group II  | J1J2J3J4 T1T2T3T4 | T1T2T3T4 T1T2T3T4 | ... T1T2T3T4 |  976 bits ; 
 Group III | J1J2J3J4 T1T2T3T4 | T1T2T3T4 T1T2T3T4 | ... T1T2T3T4 | 1464 bits ; 
 Group IV  | J1J2J3J4 T1T2T3T4 | T1T2T3T4 T1T2T3T4 | ... T1T2T3T4 | 1952 bits ; 
 Group V   | J1J2J3J4 T1T2T3T4 | T1T2T3T4 T1T2T3T4 | ... T1T2T3T4 | 2440 bits ; 
 Group VI  | J1J2J3J4 R1R2R3R4 | T1T2T3T4 T1T2T3T4 | ... T1T2T3T4 | 2928 bits ; 21,02 us

```

Petits calculs :
Au niveau 2, 9962 trames de 848 bits dont 50 + 52 + 52 + 51 ou 50 + 52 + 52 + 52 bits d'affluent
soit un débit minimum de 205*9962 = 2 042 210 bit/s (-5 790 bit/s)
et un débit maximum de 206*9962 = 2 052 172 bit/s (+4 172 bit/s)
Soit un taux nominal de justification de 0,424
| Trame  | Constitution | Débit          | Nb de voies | Normes associées |
| TN1-E1 | MIC 30 voies | 2 048 kbit/s   | 30          | G704 G706        |
| TN2-E2 | 4 TN1        | 8 448 kbit/s   | 120         | G741 G742        |
| TN3-E3 | 4 TN2        | 34 368 kbit/s  | 480         | G751             |
| TN4-E4 | 4 TN3        | 139 264 kbit/s | 1920        | G751             |

Ajoutons de façon globale G702, et pour l'aspect interfaces électriques G703.
Synthèse des principales caractéristiques des signaux pdh.
| -                          | TN1-E1      | TN2-E2       | TN3-E3        | TN4-E4         |
| Débit                      | 2048 Kbit/s | 8 448 kbit/s | 34 368 kbit/s | 139 264 kbit/s |
| Tolérance en fréquence     | +- 50ppm    | +- 30ppm     | +- 20ppm      | +- 15ppm       |
| Frame length               | 256 bits    | 848 bits     | 1536 bits     | 2928 bits      |
| Mot de verrouillage trame  | 0011011     | 1111010000   | 1111010000    | 111110100000   |
| rapport nominal de justif. | -           | 0.42424      | 0.43575       | 0.41912        |
| Interface physique         | HDB3        | HDB3         | HDB3          | CMI            |

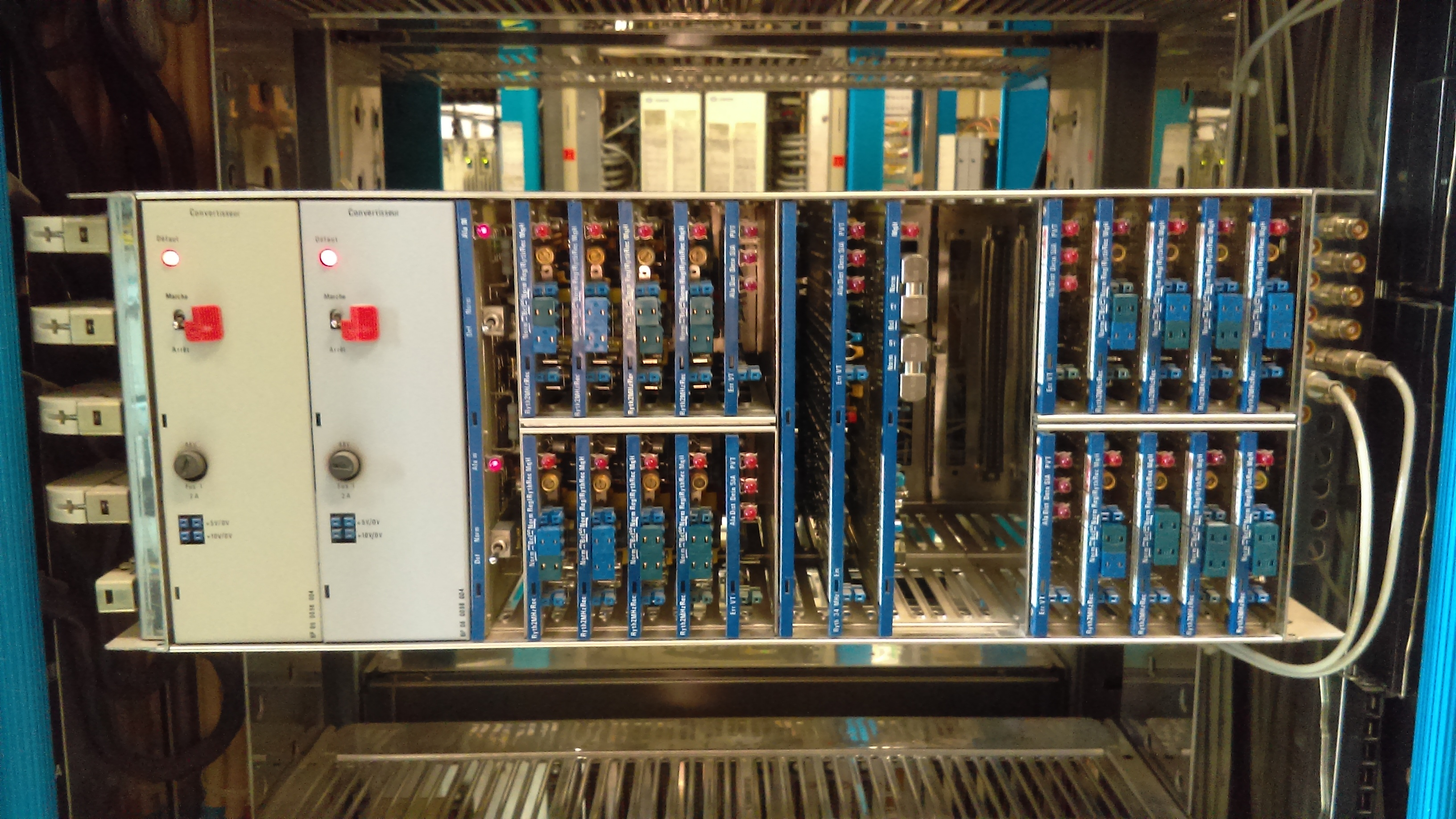
TNM 2/(8) 34 2G C.I.T. Alcatel (Multiplexeur 16 x E1 = E3)
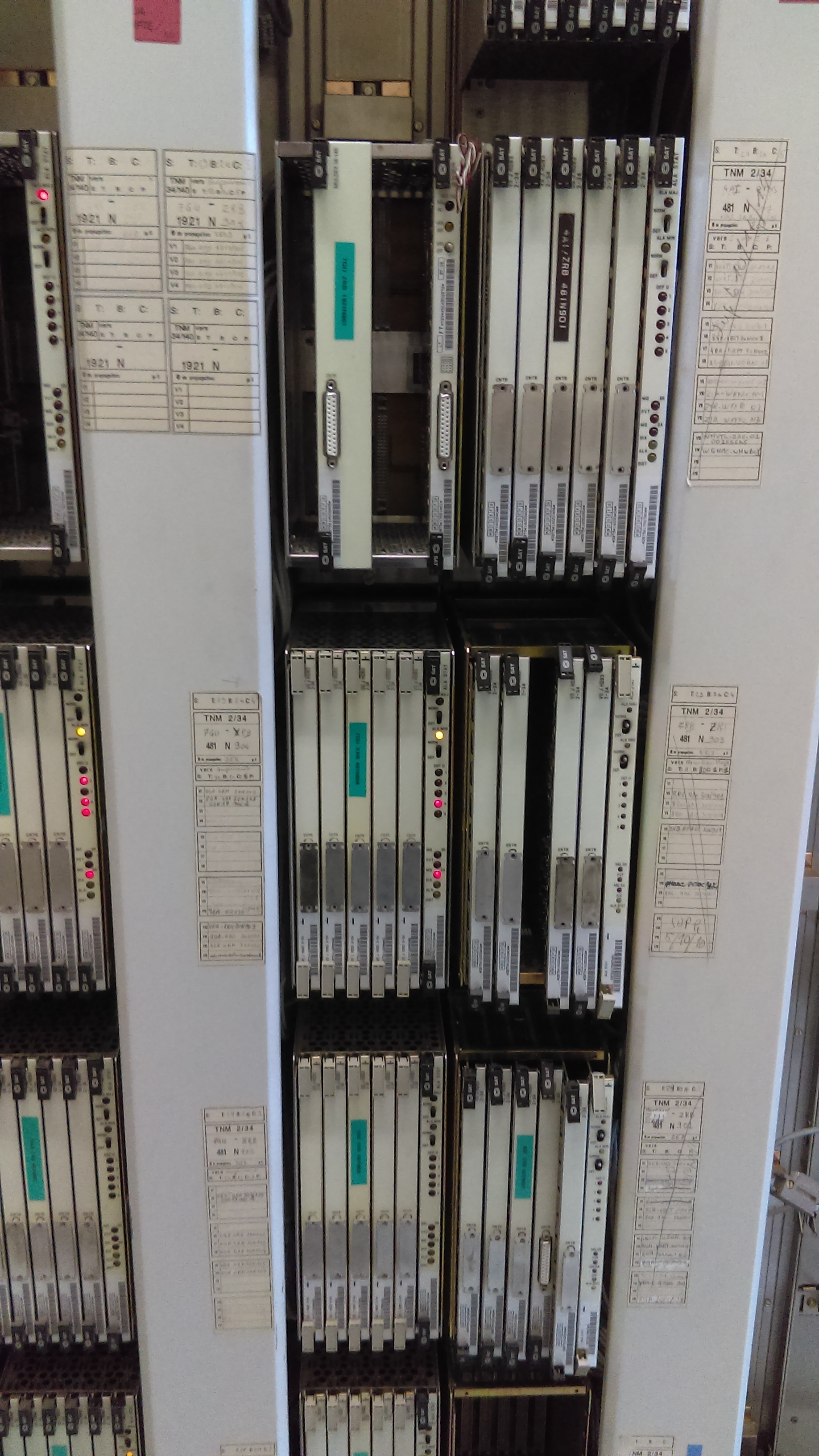
TNM 2/(8) 34 3G SAT (Multiplexeur 16 x E1 = E3)
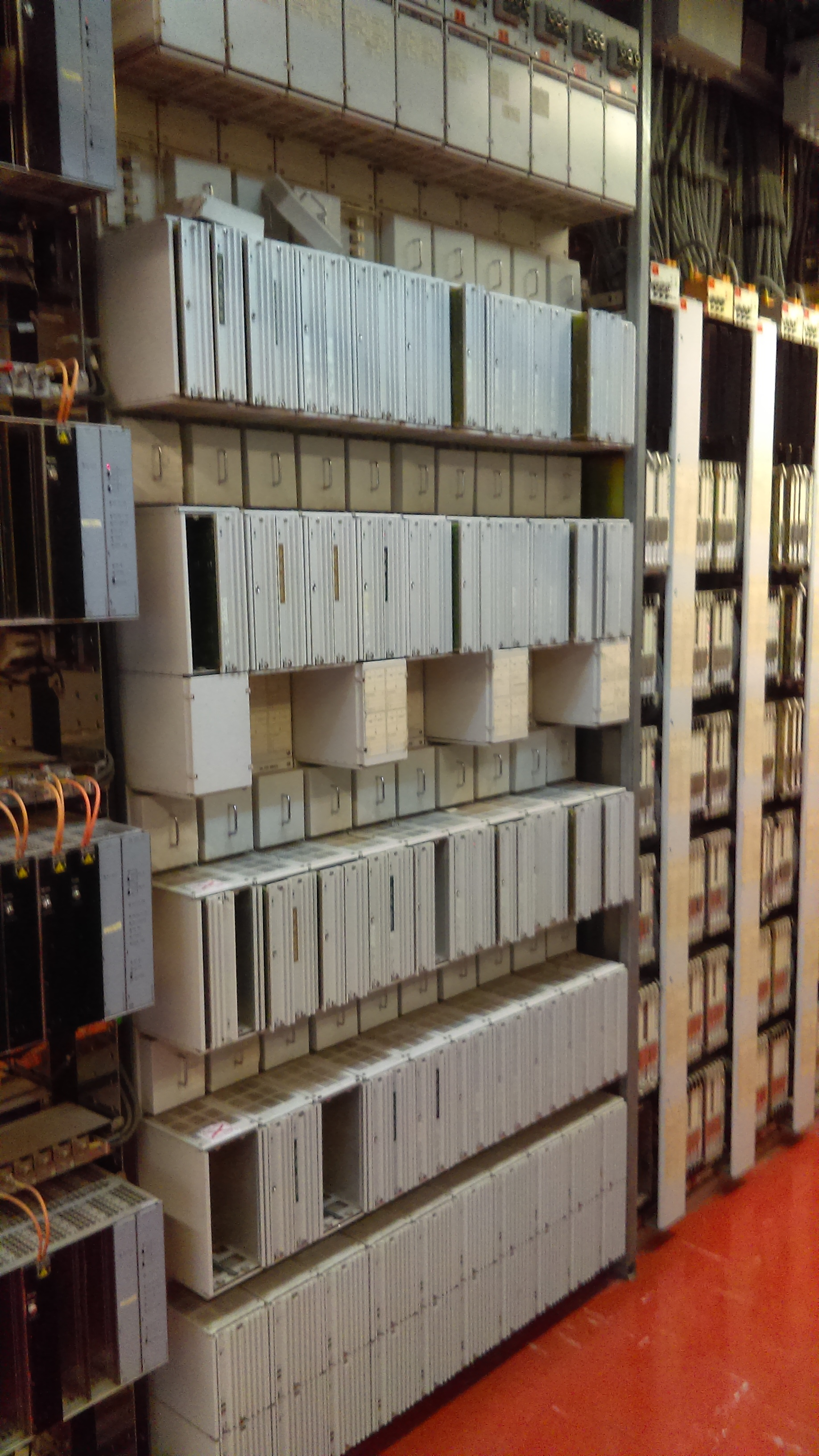
TNM 34/140 3G TRT (Multiplexeur 4 x E3 = E4)

## Évolution vers un système synchrone SDH (G707)
L'inconvénient majeur du système plésiochrone est la nécessité de démultiplexer tous les débits pour accéder à un 64k spécifique.
Dans les années 1987 à 1989 apparait une nouvelle hiérarchie numérique internationale de transmission : la Hiérarchie numérique synchrone ; cette hiérarchie numérique synchrone (Synchronous Digital Hierarchy) est basée sur un débit STM1 (Mode de Transfert Synchrone de niveau 1). Les principes de définition du STM1 sont les suivants :
- À chacun des niveaux plésiochrones (2 - 8 - 34 - 140 Mbit/s) est ajouté un en-tête POH (Path Over Head); il regroupe les informations de service, la justification (gigues et dérapages) et la mesure de qualité de bout en bout.
- À 150 Mbit/s, en plus du POH, un en-tête SOH (Section Over Head) est ajouté. Il permet la synchronisation et le contrôle de la qualité de chaque système de ligne ; il véhicule par ailleurs des voies de services.

## Lexique
plésiochronele débit est presque le même (à 10-6 près) pour toutes les artères de même type
PDHPlesiochronous Digital Hierarchy
PCM / MICPulse Code Modulation / Modulation par Impulsions Codées
TS / ITTime Slot / Intervalle de Temps
SDH / HNSSynchronous Digital Hierarchy / Hiérarchie Numérique Synchrone
SONETSynchronous Optical Network
POHPath Over Head
SOHSection Over Head
STM-nSynchronous Transport Module level n
STS-nSynchronous Transport Signal level n